# Pyrenacantha
Pyrenacantha là một chi thực vật có hoa trong họ Icacinaceae. Nó chứa khoảng 23 loài đã biết, tất cả đều sinh sống trong khu vực nhiệt đới Cựu thế giới.

## Các loài
- Pyrenacantha acuminata Engl.
- Pyrenacantha chlorantha Baker
- Pyrenacantha cordicula Villiers
- Pyrenacantha gabonica Breteler & Villiers
- Pyrenacantha glabrescens (Engl.) Engl.
- Pyrenacantha grandifolia Engl.
- Pyrenacantha humblotii (Baill. ex Grandid.) Sleumer
- Pyrenacantha kaurabassana Baill.
- Pyrenacantha klaineana Pierre ex Exell & Mendonca
- Pyrenacantha laetevirens Sleumer
- Pyrenacantha lebrunii Boutique
- Pyrenacantha longirostrata Villiers
- Pyrenacantha malvifolia Engl.
- Pyrenacantha perrieri Labat, El-Achkar & R. Rabev.
- Pyrenacantha puberula Boutique
- Pyrenacantha repanda (Merr.) Merr.
- Pyrenacantha scandens Planch. ex Harv.
- Pyrenacantha staudtii (Engl.) Engl.
- Pyrenacantha sylvestris S. Moore
- Pyrenacantha tropophila Labat, El-Achkar & R. Rabev.
- Pyrenacantha undulata Engl.
- Pyrenacantha vogeliana Baill.
- Pyrenacantha volubilis Hook., (1830 - loài điển hình)